# Rettocolite ulcerosa
La rettocolite ulcerosa è una malattia infiammatoria cronica intestinale che coinvolge selettivamente la mucosa del retto e/o del colon, nella maggioranza dei casi la parte discendente. Si tratta di una malattia idiopatica, ciò sta a significare che non si conosce l'esatta eziologia della patologia.

## Epidemiologia
La malattia risulta più frequente nei paesi maggiormente industrializzati, soprattutto in ambienti cittadini. Essa si manifesta in un lasso di tempo che va dal terzo al sesto decennio di età dell'individuo, ma può colpire a qualunque età, anche in quella pediatrica, senza differenze tra sesso maschile e femminile.
Inizialmente si pensava che, a differenza della malattia di Crohn, il fumo di sigaretta fosse positivo nei confronti della malattia, in quanto nei fumatori si nota un aumento della mucosa intestinale, ma proporzionalmente anche una maggiore capacità infiammatoria.
Un fattore protettivo è l'appendicectomia, con meccanismo biologico ancora sconosciuto, ma con forte evidenza di carattere unicamente statistico.

## Eziologia
Le cause che possono comportare la colite ulcerosa non sono attualmente ancora ben definite, ma si pensa che possano avere base genetica, con aumento di incidenza se ne sono stati registrati casi in famiglia.
Esistono 12 regioni del genoma che possono essere collegati alla colite ulcerosa, includendo i cromosomi 16, 12, 6, 14, 5, 19, 1, 16, e 3, per ordine di scoperta, anche se è più probabile che il disordine genetico sia ascrivibile a una combinazione di geni piuttosto che a uno solo di essi.
Esistono poi fattori immunologici e forse infettivi ritenuti in grado di scatenare la malattia e, a testimonianza di ciò, depongono l'associazione con malattie autoimmuni organo-specifiche, il ritrovamento nel sangue dei pazienti dei p-ANCA e degli autoanticorpi contro la tropomiosina, l'organospecificità della malattia, e il profilo di citochine di tipo Th2 ritrovato nell'infiltrato infiammatorio.

### Complicanze
- Megacolon tossico.
- Perforazione intestinale.
- Aumentato rischio di cancro del colon-retto.

## Anatomia patologica
La rettocolite ulcerosa interessa il retto e può estendersi in senso retrogrado (fino a coinvolgere l'intero colon nei casi più gravi) dando un quadro di pancolite. La mucosa appare macroscopicamente arrossata, granulare, friabile e facilmente sanguinante; nella fase conclamata con grave infiammazione si osservano numerose e ampie ulcerazioni della mucosa del colon. Infatti la flogosi porta a una dilatazione dei vasi sanguigni con emorragie. D'altra parte invece a livello delle lesioni i vasi sanguigni sono compressi per la dilatazione del lume del colon (dovuta all'assenza di peristalsi a causa delle lesioni che interessano i plessi nervosi). La compressione di questi vasi porta a un quadro di necrosi che rende la mucosa ancora più fragile. Inoltre l'assenza di peristalsi e la compressione dei vasi sanguigni porta a fenomeni di malassorbimento. Si formano isole di epitelio che protrudono nel lume chiamate pseudopolipi; questi sono dovuti alla rigenerazione dell'epitelio in seguito alla flogosi e pertanto non sono neoplastici.
Non si osserva un ispessimento della parete o alterazione della membrana sierosa a differenza della malattia di Crohn, altra malattia facente parte delle malattie infiammatorie croniche intestinali idiopatiche. Nei casi più gravi si ha una perdita della funzione neuromuscolare a causa di un danno alla tonaca muscolare e ai plessi nervosi, ciò porta a una situazione molto grave di megacolon tossico in cui si osserva una progressiva gangrena e dilatazione dell'organo. All'esordio della malattia si osservano criptiti caratterizzate da un infiltrato infiammatorio prevalentemente mononucleato nella lamina propria; successivamente granulociti neutrofili possono infiltrare l'epitelio formando raccolte nel lume delle cripte causando ascessi criptici.
Non si rilevano granulomi, che invece sono specifici della malattia di Crohn, anche se la rottura degli ascessi criptici può causare nella lamina propria una reazione da corpo estraneo. Col progredire della patologia si formano ulcerazioni che si estendono nella sottomucosa che a volte mettono a nudo la tonaca muscolare, con la remissione della fase attiva questi crateri si riempiono di tessuto di granulazione e il tessuto mucoso si rigenera. Rimangono però fibrosi sottomucosa, atrofia della mucosa e disorganizzazione dell'architettura normale. Questo processo può portare a displasia dell'epitelio, favorendo la progressione al carcinoma.

## Clinica

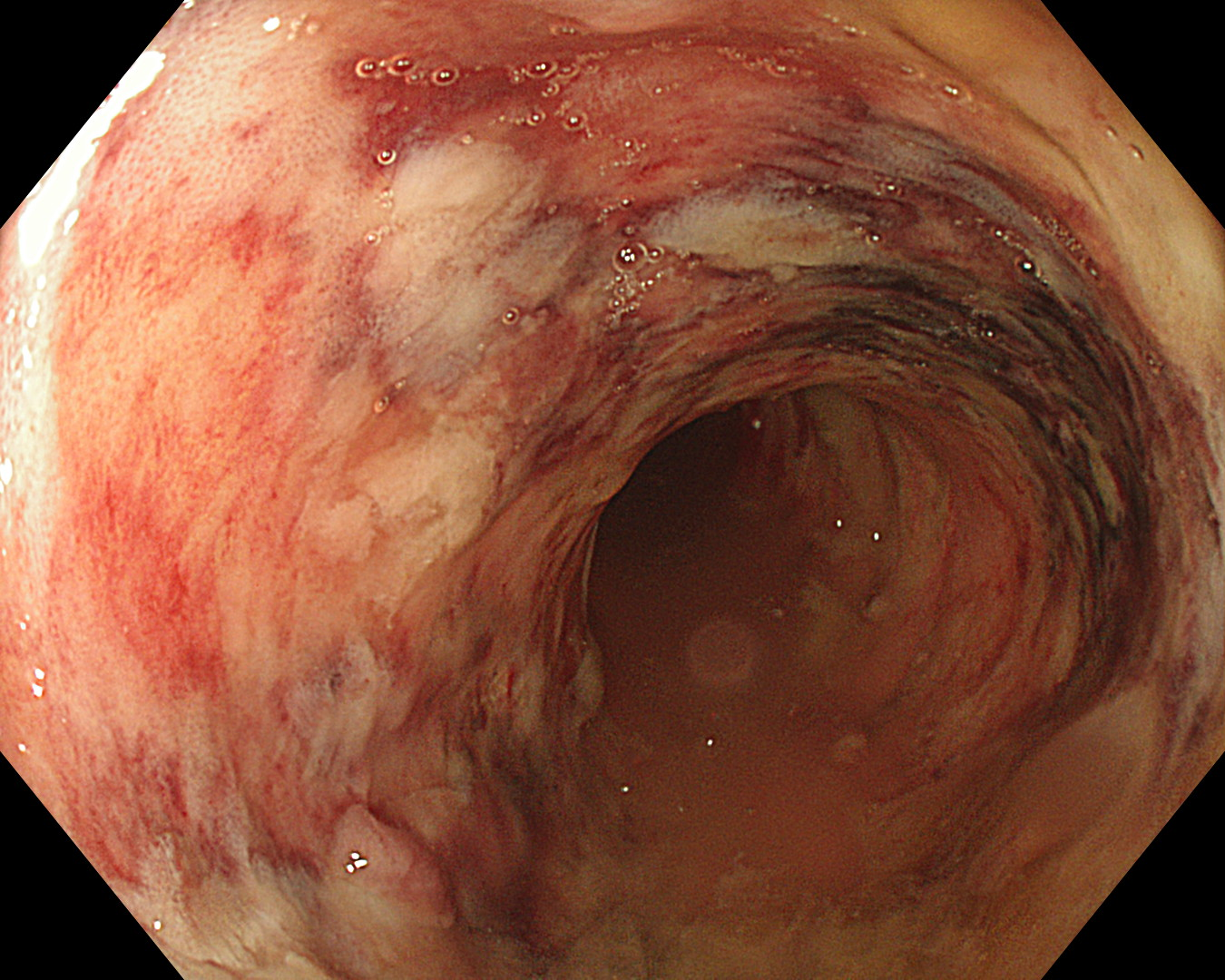
Immagine endoscopica di una colite ulcerosa nel lato sinistro del colon.

La colite si può presentare in 4 forme: distale o proctite (con l'interessamento del solo retto), proctosigmoidite (coinvolgendo anche il colon sigmoideo), sinistra (quando comprende anche il colon discendente) ed estesa o pancolite (nel caso in cui si estenda all'intero colon).

### Segni e sintomi
La malattia esordisce di solito con una serie di attacchi di diarrea e dolori addominali, associate a presenza di sangue nelle feci, che variano per intensità e durata e che possono intervallarsi a periodi asintomatici. Gli attacchi possono essere acuti e violenti, accompagnati da febbre o con vere e proprie emorragie. Più comunemente incominciano in maniera insidiosa, con tenesmo rettale e dolori crampiformi alla parte bassa dell'addome, seguiti da emissione di sangue e muco con le feci. Tuttavia non sono preceduti da una vera e propria fase prodromica, a differenza della malattia di Crohn.
Nelle forme caratterizzate da un interessamento esteso della mucosa intestinale, può esservi perdita di peso, febbre, tachicardia, aumento della velocità di eritrosedimentazione, fino a fenomeni di disidratazione, anemia, ipoalbuminemia, ipokaliemia.
Tra le manifestazioni extraintestinali della rettocolite, può esserci l'artrite periferica, la spondilite anchilosante, l'uveite, l'eritema nodoso e, nei bambini, un ritardo dello sviluppo fisico e talvolta anche psichico, dovuti al mancato assorbimento delle sostanze necessarie al regolare accrescimento.

### Diagnosi

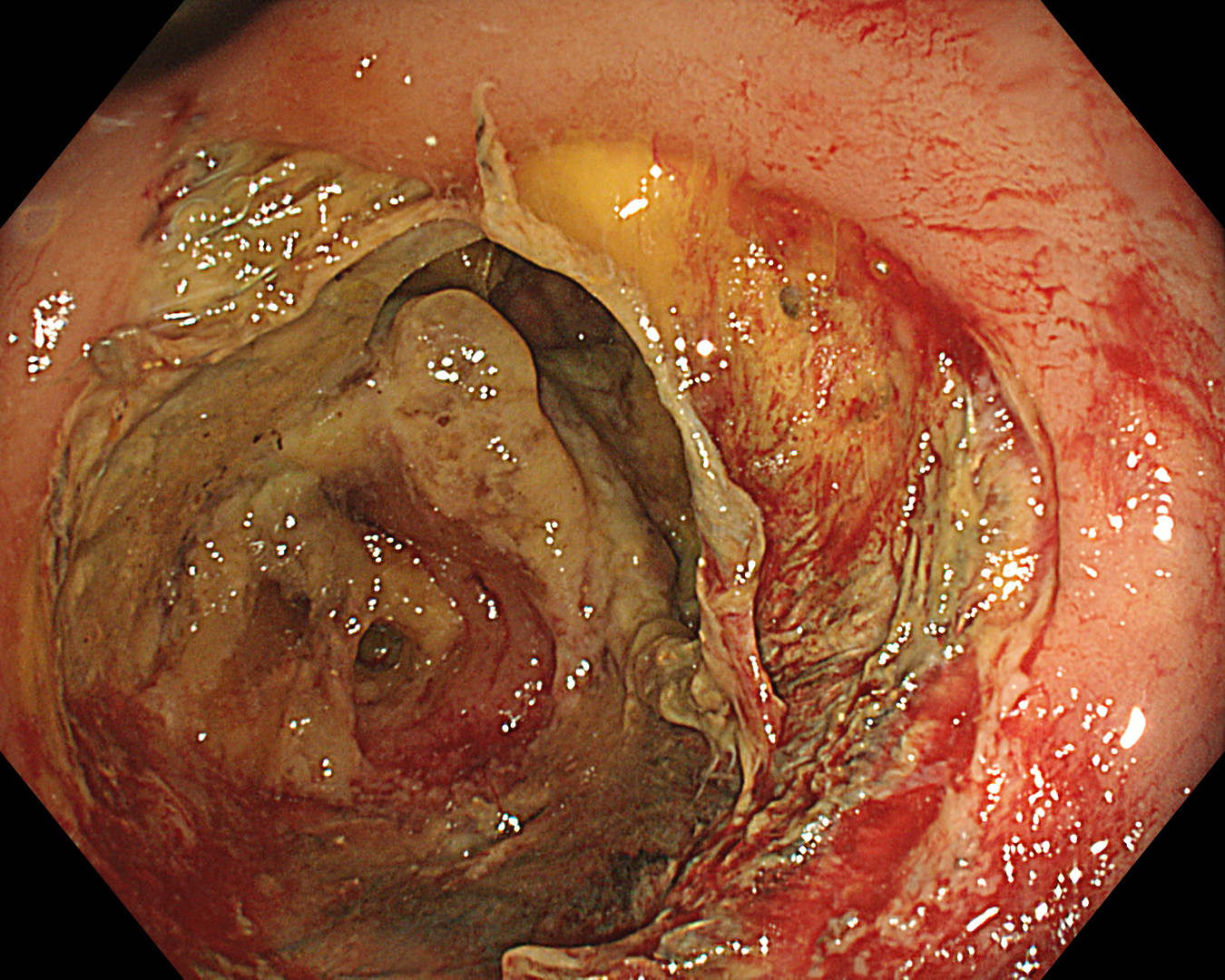
Immagine endoscopica di ulcera rettale

Già l'anamnesi e l'esame delle feci consentono di porre il sospetto diagnostico di rettocolite ulcerosa, sospetto che va comunque confermato mediante l'esecuzione di una rettosigmoidoscopia o di una colonscopia, che forniscono una visione diretta del processo infiammatorio e consentono di effettuare prelievi bioptici in più punti, al fine di valutare anche il grado di attività della malattia. 

## Trattamento
Il trattamento è vario e prevede:
- Terapia di supporto, per eliminare i vari sintomi associati come la diarrea o la disidratazione.
- Somministrazione di salazosulfapiridina, grazie all'acido 5- aminosalicilico rimane il miglior componente contro le forme lievi e medie della colite.
- Glucorticoidi, utili nella forma più grave della malattia, ma da somministrare con cura per via degli elevati effetti collaterali riscontrati, se somministrati per lunghe durate
- Altri medicinali come i corticosteroidi, metronidazolo, mesalazina, ciclosporina, azatioprina, sulfasalazina.
- I farmaci di ultima generazione sono i cosiddetti "biologici" (adalimumab e infliximab).

Tali farmaci inibiscono l'azione delle citochine, inoltre bloccano l'infiammazione a vari livelli. Vengono utilizzati soprattutto nei casi in cui non si abbia risposta con le terapie tradizionali.
- Intervento chirurgico di proctocolectomia con anastomosi ileo-anale (si asportano colon e retto, si lascia in sede il canale anale demucosato, si inserisce l'ileo in maniera telescopica che viene saldato all'ano), preso in considerazione per quei pazienti che presentino: persistenza dei sintomi (terapia medica inefficace), dipendenza da steroidi (gonfiori, edemi, osteoporosi), resistenza agli steroidi, displasia confermata, emorragia, perforazione, megacolon tossico, colite severa[6].